# Eureka (Oregon)
Eureka az Amerikai Egyesült Államok északnyugati részén, Oregon állam Baker megyéjében elhelyezkedő kísértetváros.
1892 és 1943 között aktív bányászat folyt.

## Fordítás
- Ez a szócikk részben vagy egészben  az   Eureka, Oregon című angol Wikipédia-szócikk ezen változatának fordításán alapul.  Az eredeti cikk szerkesztőit annak laptörténete sorolja fel. Ez a jelzés csupán a megfogalmazás eredetét és a szerzői jogokat jelzi, nem szolgál a cikkben szereplő információk forrásmegjelöléseként.